# Qualifications des épreuves de natation aux Jeux olympiques d'été de 2012
Pour un article plus général, voir Natation aux Jeux olympiques d'été de 2012.
Pour les épreuves de natation aux Jeux olympiques d'été de 2012, un système de qualification fut mis en place.

## Qualification
Un comité national olympique (CNO) pouvait inscrire jusqu'à deux nageurs qualifiés dans chaque épreuve individuelle si ces deux nageurs avaient effectués le temps de qualification olympique (TQO). 1 nageur par épreuve pouvait éventuellement se qualifier s'il effectuait le temps de sélection olympique (TSO) et si le quota de 900 athlètes n'était pas respecté. Les CNO pouvait inscrire des nageurs indépendamment du temps (1 nageur par sexe) s'ils n'avaient pas de nageurs qui avaient réussi les temps de qualification nécessaires.
Les temps de qualification devaient être obtenus lors des championnats continentaux, les sélections olympiques nationales ou les compétitions internationales approuvés par la FINA entre le 1er mars 2011 et le 18 juin 2012.
Les temps de qualification de la FINA sont les suivants:
| Épreuves masculines       | Épreuves masculines | Épreuves masculines | Épreuves féminines      | Épreuves féminines | Épreuves féminines |
| Épreuve                   | TQO hommes          | TSO hommes          | Épreuve                 | TQO femmes         | TSO femmes         |
| ------------------------- | ------------------- | ------------------- | ----------------------- | ------------------ | ------------------ |
| 50 m nage libre hommes    | 22 s 11             | 22 s 88             | 50 m nage libre femmes  | 25 s 27            | 26 s 15            |
| 100 m nage libre hommes   | 48 s 82             | 50 s 53             | 100 m nage libre femmes | 54 s 57            | 56 s 48            |
| 200 m nage libre hommes   | 1 min 47 s 82       | 1 min 51 s 59       | 200 m nage libre femmes | 1 min 58 s 33      | 2 min 02 s 47      |
| 400 m nage libre hommes   | 3 min 48 s 92       | 3 min 54 s 13       | 400 m nage libre femmes | 4 min 09 s 35      | 4 min 18 s 07      |
| -                         | -                   | -                   | 800 m nage libre femmes | 8 min 33 s 84      | 8 min 51 s 82      |
| 1 500 m nage libre hommes | 15 min 11 s 83      | 15 min 43 s 74      | -                       | -                  | -                  |
| 100 m dos hommes          | 54 s 40             | 56 s 30             | 100 m dos femmes        | 1 min 00 s 82      | 1 min 02 s 95      |
| 200 m dos hommes          | 1 min 58 s 48       | 2 min 02 s 63       | 200 m dos femmes        | 2 min 10 s 84      | 2 min 15 s 42      |
| 100 m brasse hommes       | 1 min 00 s 79       | 1 min 02 s 92       | 100 m brasse femmes     | 1 min 08 s 49      | 1 min 10 s 89      |
| 200 m brasse hommes       | 2 min 11 s 74       | 2 min 16 s 35       | 200 m brasse femmes     | 2 min 26 s 89      | 2 min 32 s 03      |
| 100 m papillon hommes     | 52 s 36             | 54 s 19             | 100 m papillon femmes   | 58 s 70            | 1 min 00 s 75      |
| 200 m papillon hommes     | 1 min 56 s 86       | 2 min 00 s 95       | 200 m papillon femmes   | 2 min 08 s 95      | 2 min 13 s 46      |
| 200 m 4 nages hommes      | 2 min 00 s 17       | 2 min 04 s 38       | 200 m 4 nages femmes    | 2 min 13 s 36      | 2 min 18 s 03      |
| 400 m 4 nages hommes      | 4 min 16 s 46       | 4 min 25 s 44       | 400 m 4 nages femmes    | 4 min 41 s 75      | 4 min 51 s 75      |

## Épreuves individuelles
Les nageurs ayant effectués le temps de qualification olympique (TQO) qui sont listés ci-dessous et sur le site web de la FINA tandis que ceux ayant effectués le temps de sélection olympique ne sont pas garantis d'avoir leur place aux Jeux olympiques,. Les nageurs nommés ci-dessous se sont qualifiés personnellement via les sélections nationales ou on était nommé par leur comité national olympique (CNO). 
Le résultat des qualifications est le suivant : 

- 438 nageurs ont fait le TQO (soit 59 CNO représentés)
- 181 nageurs ont fait le TSO (soit 12 CNO représentés) - dont certains sont encore à confirmer
- 131 nageurs sont uniquement qualifiés pour les relais
- 150 nageurs ont obtenu des places pour l'universalité (soit 95 CNO représentés)
- Au total, 900 nageurs représentant 166 CNO se sont qualifiés pour les Jeux.

### Épreuves individuelles hommes

#### 50 m nage libre hommes
| Norme de qualification                     | Nombre de nageurs | Nageurs qualifiés |
| ------------------------------------------ | ----------------- | --- |
| Temps de qualification olympique – 22 s 11 | 2                 | James Magnussen ( Australie) Eamon Sullivan ( Australie) |
| Temps de qualification olympique – 22 s 11 | 2                 | César Cielo ( Brésil) Bruno Fratus ( Brésil) |
| Temps de qualification olympique – 22 s 11 | 2                 | Amaury Leveaux ( France) Florent Manaudou ( France) |
| Temps de qualification olympique – 22 s 11 | 2                 | Luca Dotto ( Italie) Marco Orsi ( Italie) |
| Temps de qualification olympique – 22 s 11 | 2                 | Sergey Fesikov ( Russie) Andrey Grechin ( Russie) |
| Temps de qualification olympique – 22 s 11 | 2                 | Gideon Louw ( Afrique du Sud) Roland Schoeman ( Afrique du Sud) |
| Temps de qualification olympique – 22 s 11 | 2                 | Cullen Jones ( États-Unis) Anthony Ervin ( États-Unis) |
| Temps de qualification olympique – 22 s 11 | 1                 | Adam Brown ( Royaume-Uni) |
| Temps de qualification olympique – 22 s 11 | 1                 | Ioannis Kalargaris ( Grèce) |
| Temps de qualification olympique – 22 s 11 | 1                 | Krisztián Takács ( Hongrie) |
| Temps de qualification olympique – 22 s 11 | 1                 | Stefan Nystrand ( Suède) |
| Temps de qualification olympique – 22 s 11 | 1                 | George Bovell ( Trinité-et-Tobago) |
| Temps de qualification olympique – 22 s 11 | 1                 | Andrii Govorov ( Ukraine) |
| Temps de sélection olympique – 22 s 88     | 15                | Hanser García ( Cuba) Brent Hayden ( Canada) Ari-Pekka Liukkonen ( Finlande) Norbert Trandafir ( Roumanie) David Dunford ( Kenya) Brett Fraser ( Îles Caïmans) Jasper Aerents ( Belgique) Kacper Majchrzak ( Pologne) Federico Grabich ( Argentine) Mario Todorovic ( Croatie) Yang Shi ( Chine) Árni Már Árnason ( Islande) Roy-Allan Burch ( Bermudes) Barry Murphy ( Irlande) Shehab Younis ( Égypte) |
| Places pour l'universalité                 | 20                | Ching Maou Wei ( Samoa américaines) Mahfizur Rahman ( Bangladesh) Wilfried Tevoedjre ( Bénin) Adama Ouedraogo ( Burkina Faso) Ponloen Hem Thon ( Cambodge) Emile Bakale ( République du Congo) Brou Kouassi Olivier ( Côte d'Ivoire) Edingue Ekane ( Cameroun) Tepaia Payne ( Îles Cook) Mohamed Osman ( Djibouti) Mulualem Teshale ( Éthiopie) Kerson Hedley ( États fédérés de Micronésie) Kareem Ennab ( Jordanie) Pathana Inthavong ( Laos) Giordan Harris ( Îles Marshall) Chakyl Camal ( Mozambique) Prasiddha Jung Shah ( Népal) Luke Hall ( Swaziland) Ganzi Mugula ( Ouganda) Tolga Akcayli ( Saint-Vincent-et-les-Grenadines) |
| Total                                      | 55                | |

#### 100 m nage libre hommes
| Norme de qualification                     | Nombre de nageurs | Nageurs qualifiés |
| ------------------------------------------ | ----------------- | --- |
| Temps de qualification olympique – 48 s 82 | 2                 | James Magnussen ( Australie) James Roberts ( Australie) |
| Temps de qualification olympique – 48 s 82 | 2                 | César Cielo ( Brésil) Nicolas Oliveira ( Brésil) |
| Temps de qualification olympique – 48 s 82 | 2                 | Brett Fraser ( Îles Caïmans) Shaune Fraser ( Îles Caïmans) |
| Temps de qualification olympique – 48 s 82 | 2                 | Yannick Agnel ( France) Fabien Gilot ( France) |
| Temps de qualification olympique – 48 s 82 | 2                 | Luca Dotto ( Italie) Filippo Magnini ( Italie) |
| Temps de qualification olympique – 48 s 82 | 2                 | Danila Izotov ( Russie) Nikita Lobintsev ( Russie) |
| Temps de qualification olympique – 48 s 82 | 2                 | Gideon Louw ( Afrique du Sud) Graeme Moore ( Afrique du Sud) |
| Temps de qualification olympique – 48 s 82 | 2                 | Nathan Adrian ( États-Unis) Cullen Jones ( États-Unis) |
| Temps de qualification olympique – 48 s 82 | 1                 | Brent Hayden ( Canada) |
| Temps de qualification olympique – 48 s 82 | 1                 | Hanser García ( Cuba) |
| Temps de qualification olympique – 48 s 82 | 1                 | Marco di Carli ( Allemagne) |
| Temps de qualification olympique – 48 s 82 | 1                 | Sebastiaan Verschuren ( Pays-Bas) |
| Temps de qualification olympique – 48 s 82 | 1                 | Konrad Czerniak ( Pologne) |
| Temps de sélection olympique – 50 s 53     | 18                | Stefan Nystrand ( Suède) Pieter Timmers ( Belgique) Adam Brown ( Royaume-Uni) Norbert Trandafir ( Roumanie) Dominik Kozma ( Hongrie) Lü Zhiwu ( Chine) David Dunford ( Kenya) Martin Verner ( Tchéquie) Mindaugas Sadauskas ( Lituanie) Kristian Gkolomeev ( Grèce) Dominik Meichtry ( Suisse) Yauhen Tsurkin ( Biélorussie) Kemal Arda Gürdal ( Turquie) Nabil Kebbab ( Algérie) Benjamin Hockin ( Paraguay) George Bovell ( Trinité-et-Tobago) Uvis Kalniņš ( Lettonie) Jose Gabriel Melconian ( Uruguay)                 |
| Places pour l'universalité                 | 19                | Sidni Hoxha ( Albanie) Mikael Koloyan ( Arménie) Jemal Le Grand ( Aruba) Andrew Rutherfurd ( Bolivie) Paul Elaisa ( Fidji) Esau Simpson ( Grenade) Chris Duenas ( Guam) Kevin Avila ( Guatemala) Niall Roberts ( Guyana) Mohammad Bidarian ( Iran) Abdullah Al-Thuwaini ( Koweït) Ahmed Husam ( Maldives) Mamadou Soumare ( Mali) Tamir Andrei ( Mongolie) Omar Nunez ( Nicaragua) Israr Hussain ( Pakistan) Shane Mangroo ( Seychelles) Sergey Krovyakov ( Turkménistan) Branden Whitehurst ( Îles Vierges des États-Unis) |
| Total                                      | 58                | |

#### 200 m nage libre hommes
| Norme de qualification                           | Nombre de nageurs | Nageurs qualifiés |
| ------------------------------------------------ | ----------------- | --- |
| Temps de qualification olympique – 1 min 47 s 82 | 2                 | Thomas Fraser-Holmes ( Australie) Kenrick Monk ( Australie) |
| Temps de qualification olympique – 1 min 47 s 82 | 2                 | Brett Fraser ( Îles Caïmans) Shaune Fraser ( Îles Caïmans) |
| Temps de qualification olympique – 1 min 47 s 82 | 2                 | Li Yunqi ( Chine) Sun Yang ( Chine) |
| Temps de qualification olympique – 1 min 47 s 82 | 2                 | Yannick Agnel ( France) Grégory Mallet ( France) |
| Temps de qualification olympique – 1 min 47 s 82 | 2                 | Ieuan Lloyd ( Royaume-Uni) Robert Renwick ( Royaume-Uni) |
| Temps de qualification olympique – 1 min 47 s 82 | 2                 | Paul Biedermann ( Allemagne) Clemens Rapp ( Allemagne) |
| Temps de qualification olympique – 1 min 47 s 82 | 2                 | Dion Dreesens ( Pays-Bas) Sebastiaan Verschuren ( Pays-Bas) |
| Temps de qualification olympique – 1 min 47 s 82 | 2                 | Danila Izotov ( Russie) Artem Lobuzov ( Russie) |
| Temps de qualification olympique – 1 min 47 s 82 | 2                 | Ricky Berens ( États-Unis) Ryan Lochte ( États-Unis) |
| Temps de qualification olympique – 1 min 47 s 82 | 1                 | Dominik Kozma ( Hongrie) |
| Temps de qualification olympique – 1 min 47 s 82 | 1                 | Park Tae-Hwan ( Corée du Sud) |
| Temps de qualification olympique – 1 min 47 s 82 | 1                 | Matthew Stanley ( Nouvelle-Zélande) |
| Temps de qualification olympique – 1 min 47 s 82 | 1                 | Benjamin Hockin ( Paraguay) |
| Temps de qualification olympique – 1 min 47 s 82 | 1                 | Dominik Meichtry ( Suisse) |
| Temps de sélection olympique – 1 min 51 s 59     | 10                | Marco Belotti ( Italie) Nimrod Shapira Bar-Or ( Israël) Cristian Quintero ( Venezuela) Blake Worsley ( Canada) Ahmed Mathlouthi ( Tunisie) David Brandl ( Autriche) Glenn Surgeloose ( Belgique) Tiago Venâncio ( Portugal) Radovan Siljevski ( Serbie) Matias Koski ( Finlande) |
| Places pour l'universalité                       | 5                 | Anderson Lim ( Brunei) Mario Montoya ( Costa Rica) Nicolas Schwab ( République dominicaine) Matthew Marquet ( Maurice) Jessie Lacuna ( Philippines) |
| Total                                            | 38                | |

#### 400 m nage libre hommes
| Norme de qualification                           | Nombre de nageurs | Nageurs qualifiés |
| ------------------------------------------------ | ----------------- | --- |
| Temps de qualification olympique – 3 min 48 s 93 | 2                 | David McKeon ( Australie) Ryan Napoleon ( Australie) |
| Temps de qualification olympique – 3 min 48 s 93 | 2                 | Hao Yun ( Chine) Sun Yang ( Chine) |
| Temps de qualification olympique – 3 min 48 s 93 | 2                 | Robert Renwick ( Royaume-Uni) David Carry ( Royaume-Uni) |
| Temps de qualification olympique – 3 min 48 s 93 | 2                 | Peter Vanderkaay ( États-Unis) Conor Dwyer ( États-Unis) |
| Temps de qualification olympique – 3 min 48 s 93 | 2                 | Mads Glæsner ( Danemark) Pál Joensen ( Danemark) |
| Temps de qualification olympique – 3 min 48 s 93 | 1                 | Ryan Cochrane ( Canada) |
| Temps de qualification olympique – 3 min 48 s 93 | 1                 | Paul Biedermann ( Allemagne) |
| Temps de qualification olympique – 3 min 48 s 93 | 1                 | Gergő Kis ( Hongrie) |
| Temps de qualification olympique – 3 min 48 s 93 | 1                 | Samuel Pizzetti ( Italie) |
| Temps de qualification olympique – 3 min 48 s 93 | 1                 | Park Tae-Hwan ( Corée du Sud) |
| Temps de qualification olympique – 3 min 48 s 93 | 1                 | Matthew Stanley ( Nouvelle-Zélande) |
| Temps de qualification olympique – 3 min 48 s 93 | 1                 | Oussama Mellouli ( Tunisie) |
| Temps de qualification olympique – 3 min 48 s 93 | 1                 | Heerden Herman ( Afrique du Sud) |
| Temps de sélection olympique – 3 min 54 s 13     | 9                 | Egor Degtyarev ( Russie) Dominik Meichtry ( Suisse) Sergiy Frolov ( Ukraine) Juan Martín Pereyra ( Argentine) Cristian Quintero ( Venezuela) Matias Koski ( Finlande) Djordje Markovic ( Serbie) Mateusz Sawrymowicz ( Pologne) Mateo de Angulo ( Colombie) |
| Places pour l'universalité                       | 3                 | Allan Gutierrez ( Honduras) Gebrel Ahmed ( Palestine) Sebastian Jahnsen ( Pérou) |
| Total                                            | 30                | |

#### 1 500 m nage libre hommes
| Norme de qualification                            | Nombre de nageurs | Nageurs qualifiés |
| ------------------------------------------------- | ----------------- | --- |
| Temps de qualification olympique – 15 min 11 s 83 | 2                 | Dai Jun ( Chine) Sun Yang ( Chine) |
| Temps de qualification olympique – 15 min 11 s 83 | 2                 | Damien Joly ( France) Anthony Pannier ( France) |
| Temps de qualification olympique – 15 min 11 s 83 | 2                 | Daniel Fogg ( Royaume-Uni) David Davies ( Royaume-Uni) |
| Temps de qualification olympique – 15 min 11 s 83 | 2                 | Gergő Kis ( Hongrie) Gergely Gyurta ( Hongrie) |
| Temps de qualification olympique – 15 min 11 s 83 | 2                 | Gabriele Detti ( Italie) Gregorio Paltrinieri ( Italie) |
| Temps de qualification olympique – 15 min 11 s 83 | 2                 | Andrew Gemmell ( États-Unis) Connor Jaeger ( États-Unis) |
| Temps de qualification olympique – 15 min 11 s 83 | 1                 | Ryan Cochrane ( Canada) |
| Temps de qualification olympique – 15 min 11 s 83 | 1                 | Pál Joensen ( Danemark) |
| Temps de qualification olympique – 15 min 11 s 83 | 1                 | Matias Koski ( Finlande) |
| Temps de qualification olympique – 15 min 11 s 83 | 1                 | Job Kienhuis ( Pays-Bas) |
| Temps de qualification olympique – 15 min 11 s 83 | 1                 | Mateusz Sawrymowicz ( Pologne) |
| Temps de qualification olympique – 15 min 11 s 83 | 1                 | Heerdan Herman ( Afrique du Sud) |
| Temps de qualification olympique – 15 min 11 s 83 | 1                 | Park Tae-Hwan ( Corée du Sud) |
| Temps de qualification olympique – 15 min 11 s 83 | 1                 | Oussama Mellouli ( Tunisie) |
| Temps de qualification olympique – 15 min 11 s 83 | 1                 | Sergiy Frolov ( Ukraine) |
| Temps de sélection olympique – 15 min 43 s 74     | 9                 | Jarrod Poort ( Australie) Juan Martín Pereyra ( Argentine) Alejandro Gómez ( Venezuela) Arturo Pérez Vertti ( Mexique) Ediz Yıldırımer ( Turquie) Ventsislav Aydarski ( Bulgarie) Anton Sveinn McKee ( Islande) Uladzimir Zhyharau ( Biélorussie) Jan Micka ( Tchéquie) |
| Places pour l'universalité                        | 1                 | Ullalmath Gagan ( Inde) |
| Total                                             | 31                | |

#### 100 m dos hommes
| Norme de qualification                     | Nombre de nageurs | Nageurs qualifiés |
| ------------------------------------------ | ----------------- | --- |
| Temps de qualification olympique – 54 s 40 | 2                 | Hayden Stoeckel ( Australie) Daniel Arnamnart ( Australie) |
| Temps de qualification olympique – 54 s 40 | 2                 | Daniel Orzechowski ( Brésil) Thiago Pereira ( Brésil) |
| Temps de qualification olympique – 54 s 40 | 2                 | Cheng Feiyi ( Chine) He Jianbin ( Chine) |
| Temps de qualification olympique – 54 s 40 | 2                 | Camille Lacourt ( France) Benjamin Stasiulis ( France) |
| Temps de qualification olympique – 54 s 40 | 2                 | Jan-Philip Glania ( Allemagne) Helge Meeuw ( Allemagne) |
| Temps de qualification olympique – 54 s 40 | 1                 | Yakov-Yan Toumarkin ( Israël) |
| Temps de qualification olympique – 54 s 40 | 2                 | Nick Driebergen ( Pays-Bas) Bastiaan Lijesen ( Pays-Bas) |
| Temps de qualification olympique – 54 s 40 | 2                 | Gareth Kean ( Nouvelle-Zélande) Daniel Bell ( Nouvelle-Zélande) |
| Temps de qualification olympique – 54 s 40 | 2                 | Arkady Vyatchanin ( Russie) Vladimir Morozov ( Russie) |
| Temps de qualification olympique – 54 s 40 | 2                 | Aschwin Wildeboer Faber ( Espagne) Juan Miguel Rando ( Espagne) |
| Temps de qualification olympique – 54 s 40 | 2                 | Matt Grevers ( États-Unis) Nick Thoman ( États-Unis) |
| Temps de qualification olympique – 54 s 40 | 1                 | Charles Francis ( Canada) |
| Temps de qualification olympique – 54 s 40 | 1                 | Liam Tancock ( Royaume-Uni) |
| Temps de qualification olympique – 54 s 40 | 1                 | Aristeidis Grigoriadis ( Grèce) |
| Temps de qualification olympique – 54 s 40 | 1                 | Richard Bohus ( Hongrie) |
| Temps de qualification olympique – 54 s 40 | 1                 | Mirco Di Tora ( Italie) |
| Temps de qualification olympique – 54 s 40 | 1                 | Ryosuke Irie ( Japon) |
| Temps de qualification olympique – 54 s 40 | 1                 | Marcin Tarczyński ( Pologne) |
| Temps de qualification olympique – 54 s 40 | 1                 | Charl Crous ( Afrique du Sud) |
| Temps de sélection olympique – 56 s 30     | 12                | Matthias Gydesen ( Danemark) Pavel Sankovich ( Biélorussie) Lavrans Solli ( Norvège) Aleksandr Tarabrin ( Kazakhstan) Omar Andres Pinzón ( Colombie) Federico Grabich ( Argentine) I Gede Siman Sudartawa ( Indonésie) Oleksandr Isakov ( Ukraine) Park Seon-Kwan ( Corée du Sud) Pedro Medel ( Cuba) George Bovell ( Trinité-et-Tobago) Bradley Ally ( Barbade) |
| Places pour l'universalité                 | 2                 | Heshan Unamboowe ( Sri Lanka) Zane Jordan ( Zambie) |
| Total                                      | 43                | |

#### 200 m dos hommes
| Norme de qualification                           | Nombre de nageurs | Nageurs qualifiés |
| ------------------------------------------------ | ----------------- | --- |
| Temps de qualification olympique – 1 min 58 s 48 | 2                 | Mitch Larkin ( Australie) Matson Lawson ( Australie) |
| Temps de qualification olympique – 1 min 58 s 48 | 2                 | Xu Jiayu ( Chine) Zhang Fenglin ( Chine) |
| Temps de qualification olympique – 1 min 58 s 48 | 2                 | Jan Philip Glania ( Allemagne) Yannick Lebherz ( Allemagne) |
| Temps de qualification olympique – 1 min 58 s 48 | 2                 | Marco Loughran ( Royaume-Uni) Christopher Walker-Hebborn ( Royaume-Uni) |
| Temps de qualification olympique – 1 min 58 s 48 | 2                 | Gabor Balog ( Hongrie) Péter Bernek ( Hongrie) |
| Temps de qualification olympique – 1 min 58 s 48 | 2                 | Ryosuke Irie ( Japon) Kazuki Watanabe ( Japon) |
| Temps de qualification olympique – 1 min 58 s 48 | 2                 | Ryan Lochte ( États-Unis) Tyler Clary ( États-Unis) |
| Temps de qualification olympique – 1 min 58 s 48 | 2                 | Arkady Vyatchanin ( Russie) Anton Anchin ( Russie) |
| Temps de qualification olympique – 1 min 58 s 48 | 1                 | Leonardo de Deus ( Brésil) |
| Temps de qualification olympique – 1 min 58 s 48 | 1                 | Tobias Oriwol ( Canada) |
| Temps de qualification olympique – 1 min 58 s 48 | 1                 | Omar Andres Pinzón ( Colombie) |
| Temps de qualification olympique – 1 min 58 s 48 | 1                 | Benjamin Stasiulis ( France) |
| Temps de qualification olympique – 1 min 58 s 48 | 1                 | Yakov-Yan Toumarkin ( Israël) |
| Temps de qualification olympique – 1 min 58 s 48 | 1                 | Sebastiano Ranfagni ( Italie) |
| Temps de qualification olympique – 1 min 58 s 48 | 1                 | Nick Driebergen ( Pays-Bas) |
| Temps de qualification olympique – 1 min 58 s 48 | 1                 | Gareth Kean ( Nouvelle-Zélande) |
| Temps de qualification olympique – 1 min 58 s 48 | 1                 | Radoslaw Kawecki ( Pologne) |
| Temps de sélection olympique – 2 min 02 s 63     | 10                | Darren Murray ( Afrique du Sud) Aschwin Wildeboer Faber ( Espagne) Oleksandr Isakov ( Ukraine) Pedro Oliveira ( Portugal) Pedro Medel ( Cuba) Park Hyung-Joo ( Corée du Sud) Aleksandr Tarabrin ( Kazakhstan) Sebastian Stoss ( Autriche) Derya Büyükuncu ( Turquie) Quah Zheng Wen ( Singapour) |
| Total                                            | 35                | |

#### 100 m brasse hommes
| Norme de qualification                           | Nombre de nageurs | Nageurs qualifiés |
| ------------------------------------------------ | ----------------- | --- |
| Temps de qualification olympique – 1 min 00 s 79 | 2                 | Christian Sprenger ( Australie) Brenton Rickard ( Australie) |
| Temps de qualification olympique – 1 min 00 s 79 | 2                 | Felipe Lima ( Brésil) Felipe França Silva ( Brésil) |
| Temps de qualification olympique – 1 min 00 s 79 | 2                 | Hendrik Feldwehr ( Allemagne) Christian vom Lehn ( Allemagne) |
| Temps de qualification olympique – 1 min 00 s 79 | 2                 | Craig Benson ( Royaume-Uni) Michael Jamieson ( Royaume-Uni) |
| Temps de qualification olympique – 1 min 00 s 79 | 2                 | Mattia Pesce ( Italie) Fabio Scozzoli ( Italie) |
| Temps de qualification olympique – 1 min 00 s 79 | 2                 | Kosuke Kitajima ( Japon) Ryo Tateishi ( Japon) |
| Temps de qualification olympique – 1 min 00 s 79 | 2                 | Brendan Hansen ( États-Unis) Eric Shanteau ( États-Unis) |
| Temps de qualification olympique – 1 min 00 s 79 | 1                 | Scott Dickens ( Canada) |
| Temps de qualification olympique – 1 min 00 s 79 | 1                 | Dániel Gyurta ( Hongrie) |
| Temps de qualification olympique – 1 min 00 s 79 | 1                 | Barry Murphy ( Irlande) |
| Temps de qualification olympique – 1 min 00 s 79 | 1                 | Giedrius Titenis ( Lituanie) |
| Temps de qualification olympique – 1 min 00 s 79 | 1                 | Lennart Stekelenburg ( Pays-Bas) |
| Temps de qualification olympique – 1 min 00 s 79 | 1                 | Glenn Snyders ( Nouvelle-Zélande) |
| Temps de qualification olympique – 1 min 00 s 79 | 1                 | Roman Sloudnov ( Russie) |
| Temps de qualification olympique – 1 min 00 s 79 | 1                 | Damir Dugonjič ( Slovénie) |
| Temps de qualification olympique – 1 min 00 s 79 | 1                 | Cameron van der Burgh ( Afrique du Sud) |
| Temps de qualification olympique – 1 min 00 s 79 | 1                 | Valeriy Dymo ( Ukraine) |
| Temps de sélection olympique – 1 min 02 s 92     | 15                | Giacomo Perez-Dortona ( France) Imri Ganiel ( Israël) Li Xiayan ( Chine) Panayiótis Samilídis ( Grèce) Dawid Szulich ( Pologne) Carlos Almeida ( Portugal) Dragos Agache ( Roumanie) Martin Liivamagi ( Estonie) Vlad Polyakov ( Kazakhstan) Jakob Jóhann Sveinsson ( Islande) Laurent Carnol ( Luxembourg) Čaba Silađi ( Serbie) Edgar Crespo ( Panama) Danila Artiomov ( Moldavie) Malick Fall ( Sénégal) |
| Places pour l'universalité                       | 5                 | Wael Koubrousli ( Liban) Diguan Pigot ( Suriname) Azad Al-Barazi ( Syrie) Amini Fonua ( Tonga) Mubarak Al Besher ( Émirats arabes unis) |
| Total                                            | 44                | |

#### 200 m brasse hommes
| Norme de qualification                           | Nombre de nageurs | Nageurs qualifiés |
| ------------------------------------------------ | ----------------- | --- |
| Temps de qualification olympique – 2 min 11 s 74 | 2                 | Tales Cerdeira ( Brésil) Henrique Barbosa ( Brésil) |
| Temps de qualification olympique – 2 min 11 s 74 | 2                 | Marco Koch ( Allemagne) Christian vom Lehn ( Allemagne) |
| Temps de qualification olympique – 2 min 11 s 74 | 2                 | Andrew Willis ( Royaume-Uni) Michael Jamieson ( Royaume-Uni) |
| Temps de qualification olympique – 2 min 11 s 74 | 2                 | Kosuke Kitajima ( Japon) Ryo Tateishi ( Japon) |
| Temps de qualification olympique – 2 min 11 s 74 | 2                 | Scott Weltz ( États-Unis) Clark Burkle ( États-Unis) |
| Temps de qualification olympique – 2 min 11 s 74 | 2                 | Dániel Gyurta ( Hongrie) Ákos Molnár ( Hongrie) |
| Temps de qualification olympique – 2 min 11 s 74 | 1                 | Brenton Rickard ( Australie) |
| Temps de qualification olympique – 2 min 11 s 74 | 1                 | Panayiótis Samilídis ( Grèce) |
| Temps de qualification olympique – 2 min 11 s 74 | 1                 | Choi Kyu-Woong ( Corée du Sud) |
| Temps de qualification olympique – 2 min 11 s 74 | 1                 | Giedrius Titenis ( Lituanie) |
| Temps de qualification olympique – 2 min 11 s 74 | 1                 | Laurent Carnol ( Luxembourg) |
| Temps de qualification olympique – 2 min 11 s 74 | 1                 | Lennart Stekelenburg ( Pays-Bas) |
| Temps de qualification olympique – 2 min 11 s 74 | 1                 | Glenn Snyders ( Nouvelle-Zélande) |
| Temps de qualification olympique – 2 min 11 s 74 | 1                 | Vyacheslav Sinkevich ( Russie) |
| Temps de qualification olympique – 2 min 11 s 74 | 1                 | Igor Borysik ( Ukraine) |
| Temps de sélection olympique – 2 min 16 s 35     | 11                | Chen Cheng ( Chine) Yannick Kaeser ( Suisse) Matti Mattsson ( Finlande) Scott Dickens ( Canada) Sławomir Kuczko ( Pologne) Christian Schurr ( Mexique) Nuttapong Ketin ( Thaïlande) Tomas Klobucnik ( Slovaquie) Hunor Mate ( Autriche) Jakob Jóhann Sveinsson ( Islande) Irakli Bolkvadze ( Géorgie) |
| Places pour l'universalité                       | 2                 | Dmitrii Aleksandrov ( Kirghizistan) Mamitina Ramanantsoa ( Madagascar) |
| Total                                            | 34                | |

#### 100 m papillon hommes
| Norme de qualification                     | Nombre de nageurs | Nageurs qualifiés |
| ------------------------------------------ | ----------------- | --- |
| Temps de qualification olympique – 52 s 36 | 2                 | Chris Wright ( Australie) Jayden Hadler ( Australie) |
| Temps de qualification olympique – 52 s 36 | 2                 | Steffen Deibler ( Allemagne) Benjamin Starke ( Allemagne) |
| Temps de qualification olympique – 52 s 36 | 2                 | Antony James ( Royaume-Uni) Michael Rock ( Royaume-Uni) |
| Temps de qualification olympique – 52 s 36 | 2                 | Takuro Fujii ( Japon) Takeshi Matsuda ( Japon) |
| Temps de qualification olympique – 52 s 36 | 2                 | Ievgueni Korotychkine ( Russie) Nikolay Skvortsov ( Russie) |
| Temps de qualification olympique – 52 s 36 | 2                 | Milorad Čavić ( Serbie) Ivan Lendjer ( Serbie) |
| Temps de qualification olympique – 52 s 36 | 2                 | Michael Phelps ( États-Unis) Tyler McGill ( États-Unis) |
| Temps de qualification olympique – 52 s 36 | 1                 | François Heersbrandt ( Belgique) |
| Temps de qualification olympique – 52 s 36 | 1                 | Kaio de Almeida ( Brésil) Glauber Silva ( Brésil) |
| Temps de qualification olympique – 52 s 36 | 1                 | Zhou Jiawei ( Chine) |
| Temps de qualification olympique – 52 s 36 | 1                 | Jason Dunford ( Kenya) |
| Temps de qualification olympique – 52 s 36 | 1                 | Joeri Verlinden ( Pays-Bas) |
| Temps de qualification olympique – 52 s 36 | 1                 | Konrad Czerniak ( Pologne) |
| Temps de qualification olympique – 52 s 36 | 1                 | Chad le Clos ( Afrique du Sud) |
| Temps de qualification olympique – 52 s 36 | 1                 | Lars Frölander ( Suède) |
| Temps de sélection olympique – 54 s 19     | 18                | Albert Subirats ( Venezuela) Matteo Rivolta ( Italie) Chang Gyu-Cheol ( Corée du Sud) Peter Mankoč ( Slovénie) Clément Lefert ( France) Bence Pulai ( Hongrie) Ryan Pini ( Papouasie-Nouvelle-Guinée) Dinko Jukic ( Autriche) Joe Bartoch ( Canada) Simão Morgado ( Portugal) Shaune Fraser ( Îles Caïmans) Pavel Sankovich ( Biélorussie) Benjamin Hockin ( Paraguay) Joseph Schooling ( Singapour) Vytautas Janusaitis ( Lituanie) Stefanos Dimitriadis ( Grèce) Dominik Meichtry ( Suisse) Daniel Bell ( Nouvelle-Zélande) |
| Places pour l'universalité                 | 4                 | Yevgeniy Lazuka ( Azerbaïdjan) Khalid Alibaba ( Bahreïn) Mohanad Al-Azzawi ( Irak) Sofian Elgidi ( Libye) |
| Total                                      | 44                | |

#### 200 m papillon hommes
| Norme de qualification                           | Nombre de nageurs | Nageurs qualifiés |
| ------------------------------------------------ | ----------------- | --- |
| Temps de qualification olympique – 1 min 56 s 85 | 2                 | Nick D'Arcy ( Australie) Chris Wright ( Australie) |
| Temps de qualification olympique – 1 min 56 s 85 | 2                 | Leonardo de Deus ( Brésil) Kaio de Almeida ( Brésil) |
| Temps de qualification olympique – 1 min 56 s 85 | 2                 | Chen Yin ( Chine) Wu Peng ( Chine) |
| Temps de qualification olympique – 1 min 56 s 85 | 2                 | Joseph Roebuck ( Royaume-Uni) Roberto Pavoni ( Royaume-Uni) |
| Temps de qualification olympique – 1 min 56 s 85 | 2                 | Ioánnis Drymonákos ( Grèce) Stefanos Dimitriadis ( Grèce) |
| Temps de qualification olympique – 1 min 56 s 85 | 2                 | Bence Biczó ( Hongrie) László Cseh ( Hongrie) |
| Temps de qualification olympique – 1 min 56 s 85 | 2                 | Kazuya Kaneda ( Japon) Takeshi Matsuda ( Japon) |
| Temps de qualification olympique – 1 min 56 s 85 | 2                 | Marcin Cieślak ( Pologne) Paweł Korzeniowski ( Pologne) |
| Temps de qualification olympique – 1 min 56 s 85 | 2                 | Michael Phelps ( États-Unis) Tyler Clary ( États-Unis) |
| Temps de qualification olympique – 1 min 56 s 85 | 1                 | Dinko Jukic ( Autriche) |
| Temps de qualification olympique – 1 min 56 s 85 | 1                 | Nikolay Skvortsov ( Russie) |
| Temps de qualification olympique – 1 min 56 s 85 | 1                 | Velimir Stjepanović ( Serbie) |
| Temps de qualification olympique – 1 min 56 s 85 | 1                 | Joseph Schooling ( Singapour) |
| Temps de qualification olympique – 1 min 56 s 85 | 1                 | Chad le Clos ( Afrique du Sud) |
| Temps de sélection olympique – 2 min 00 s 95     | 11                | Robert Žbogar ( Slovénie) Alexandre Liess ( Suisse) Alexandru Coci ( Roumanie) Pedro Oliveira ( Portugal) David Sharpe ( Canada) Illya Chuyev ( Ukraine) Hsu Chi-Chieh ( Taipei chinois) Marcos Lavado ( Venezuela) Mauricio Fiol Villanueva ( Pérou) Gal Nevo ( Israël) Omar Andres Pinzón ( Colombie) |
| Places pour l'universalité                       | 1                 | Hocine Haciane ( Andorre) |
| Total                                            | 35                | |

#### 200 m 4 nages hommes
| Norme de qualification                           | Nombre de nageurs | Nageurs qualifiés |
| ------------------------------------------------ | ----------------- | --- |
| Temps de qualification olympique – 2 min 00 s 17 | 2                 | Daniel Tranter ( Australie) Jayden Hadler ( Australie) |
| Temps de qualification olympique – 2 min 00 s 17 | 2                 | Henrique Rodrigues ( Brésil) Thiago Pereira ( Brésil) |
| Temps de qualification olympique – 2 min 00 s 17 | 2                 | Wang Shun ( Chine) Wu Peng ( Chine) |
| Temps de qualification olympique – 2 min 00 s 17 | 2                 | Markus Deibler ( Allemagne) Philip Heintz ( Allemagne) |
| Temps de qualification olympique – 2 min 00 s 17 | 2                 | James Goddard ( Royaume-Uni) Joseph Roebuck ( Royaume-Uni) |
| Temps de qualification olympique – 2 min 00 s 17 | 2                 | László Cseh ( Hongrie) Dávid Verrasztó ( Hongrie) |
| Temps de qualification olympique – 2 min 00 s 17 | 2                 | Kosuke Hagino ( Japon) Ken Takakuwa ( Japon) |
| Temps de qualification olympique – 2 min 00 s 17 | 2                 | Chad le Clos ( Afrique du Sud) Darian Townsend ( Afrique du Sud) |
| Temps de qualification olympique – 2 min 00 s 17 | 2                 | Michael Phelps ( États-Unis) Ryan Lochte ( États-Unis) |
| Temps de qualification olympique – 2 min 00 s 17 | 1                 | Markus Rogan ( Autriche) |
| Temps de qualification olympique – 2 min 00 s 17 | 1                 | Bradley Ally ( Barbade) |
| Temps de qualification olympique – 2 min 00 s 17 | 1                 | Gal Nevo ( Israël) |
| Temps de qualification olympique – 2 min 00 s 17 | 1                 | Federico Turrini ( Italie) |
| Temps de qualification olympique – 2 min 00 s 17 | 1                 | Vytautas Janušaitis ( Lituanie) |
| Temps de qualification olympique – 2 min 00 s 17 | 1                 | Marcin Cieślak ( Pologne) |
| Temps de qualification olympique – 2 min 00 s 17 | 1                 | Diogo Carvalho ( Portugal) |
| Temps de qualification olympique – 2 min 00 s 17 | 1                 | Aleksandr Tikhonov ( Russie) |
| Temps de sélection olympique – 2 min 04 s 38     | 9                 | Raphael Stacchiotti ( Luxembourg) Andrew Ford ( Canada) Taki Mrabet ( Tunisie) Martin Liivamagi ( Estonie) Andreas Vazaios ( Grèce) David Karasek ( Suisse) Maksym Shemberev ( Ukraine) Jung Won-Yong ( Corée du Sud) Nuttapong Ketin ( Thaïlande) |
| Places pour l'universalité                       | 1                 | Ensar Hajder ( Bosnie-Herzégovine) |
| Total                                            | 36                | |

#### 400 m 4 nages hommes
| Norme de qualification                           | Nombre de nageurs | Nageurs qualifiés |
| ------------------------------------------------ | ----------------- | --- |
| Temps de qualification olympique – 4 min 16 s 46 | 2                 | Thomas Fraser-Holmes ( Australie) Daniel Tranter ( Australie) |
| Temps de qualification olympique – 4 min 16 s 46 | 2                 | Wang Chengxiang ( Chine) Yang Zhixian ( Chine) |
| Temps de qualification olympique – 4 min 16 s 46 | 2                 | Joseph Roebuck ( Royaume-Uni) Roberto Pavoni ( Royaume-Uni) |
| Temps de qualification olympique – 4 min 16 s 46 | 2                 | László Cseh ( Hongrie) Dávid Verrasztó ( Hongrie) |
| Temps de qualification olympique – 4 min 16 s 46 | 2                 | Luca Marin ( Italie) Federico Turrini ( Italie) |
| Temps de qualification olympique – 4 min 16 s 46 | 2                 | Kosuke Hagino ( Japon) Yuya Horihata ( Japon) |
| Temps de qualification olympique – 4 min 16 s 46 | 2                 | Chad le Clos ( Afrique du Sud) Riaan Schoeman ( Afrique du Sud) |
| Temps de qualification olympique – 4 min 16 s 46 | 2                 | Ryan Lochte ( États-Unis) Michael Phelps ( États-Unis) |
| Temps de qualification olympique – 4 min 16 s 46 | 1                 | Thiago Pereira ( Brésil) |
| Temps de qualification olympique – 4 min 16 s 46 | 1                 | Yannick Lebherz ( Allemagne) |
| Temps de qualification olympique – 4 min 16 s 46 | 1                 | Ioánnis Drymonákos ( Grèce) |
| Temps de qualification olympique – 4 min 16 s 46 | 1                 | Alexander Tikhonov ( Russie) |
| Temps de qualification olympique – 4 min 16 s 46 | 1                 | Gal Nevo ( Israël) |
| Temps de qualification olympique – 4 min 16 s 46 | 1                 | Maksym Shemberev ( Ukraine) |
| Temps de sélection olympique – 4 min 25 s 44     | 14                | Dinko Jukic ( Autriche) Lukasz Wojt ( Pologne) Alec Page ( Canada) Taki Mrabet ( Tunisie) Ward Bauwens ( Belgique) Diogo Carvalho ( Portugal) Jung Won-Yong ( Corée du Sud) Raphael Stacchiotti ( Luxembourg) Yury Suvorau ( Biélorussie) Quah Zheng Wen ( Singapour) Esteban Enderica Salgado ( Équateur) Pedro Pinotes ( Angola) Anton Sveinn McKee ( Islande) Bradley Ally ( Barbade) |
| Places pour l'universalité                       | 3                 | Rafael Alfaro Ferracuti ( Salvador) Marko Blazevski ( Macédoine du Nord) Ahmed Atari ( Qatar) |
| Total                                            | 39                | |

* doit être confirmé par le CNO concerné

### Épreuves individuelles femmes

#### 50 m nage libre femmes
| Norme de qualification                     | Nombre de nageurs | Nageuses qualifiées |
| ------------------------------------------ | ----------------- | --- |
| Temps de qualification olympique – 25 s 27 | 2                 | Cate Campbell ( Australie) Bronte Campbell ( Australie) |
| Temps de qualification olympique – 25 s 27 | 2                 | Aliaksandra Herasimenia ( Biélorussie) Sviatlana Khakhlova ( Biélorussie) |
| Temps de qualification olympique – 25 s 27 | 2                 | Jeanette Ottesen Gray ( Danemark) Pernille Blume ( Danemark) |
| Temps de qualification olympique – 25 s 27 | 2                 | Amy Smith ( Royaume-Uni) Francesca Halsall ( Royaume-Uni) |
| Temps de qualification olympique – 25 s 27 | 2                 | Nery Mantey Niangkouara ( Grèce) Theodóra Drákou ( Grèce) |
| Temps de qualification olympique – 25 s 27 | 2                 | Marleen Veldhuis ( Pays-Bas) Ranomi Kromowidjojo ( Pays-Bas) |
| Temps de qualification olympique – 25 s 27 | 2                 | Therese Alshammar ( Suède) Sarah Sjöström ( Suède) |
| Temps de qualification olympique – 25 s 27 | 2                 | Jessica Hardy ( États-Unis) Kara Lynn Joyce ( États-Unis) |
| Temps de qualification olympique – 25 s 27 | 1                 | Arianna Vanderpool-Wallace ( Bahamas) |
| Temps de qualification olympique – 25 s 27 | 1                 | Graciele Herrmann ( Brésil) |
| Temps de qualification olympique – 25 s 27 | 1                 | Victoria Poon ( Canada) |
| Temps de qualification olympique – 25 s 27 | 1                 | Anna Santamans ( France) |
| Temps de qualification olympique – 25 s 27 | 1                 | Britta Steffen ( Allemagne) |
| Temps de qualification olympique – 25 s 27 | 1                 | Sarah Bateman ( Islande) |
| Temps de qualification olympique – 25 s 27 | 1                 | Yayoi Matsumoto ( Japon) |
| Temps de qualification olympique – 25 s 27 | 1                 | Burcu Dolunay ( Turquie) |
| Temps de qualification olympique – 25 s 27 | 1                 | Darya Stepanyuk ( Ukraine) |
| Temps de qualification olympique – 25 s 27 | 1                 | Anna Dowgiert ( Pologne) |
| Temps de qualification olympique – 25 s 27 | 1                 | Triin Aljand ( Estonie) |
| Temps de qualification olympique – 25 s 27 | 1                 | Hayley Palmer ( Nouvelle-Zélande) |
| Temps de qualification olympique – 25 s 27 | 1                 | Arlene Semeco ( Venezuela) |
| Temps de sélection olympique – 26 s 15     | 12                | Vanessa García ( Porto Rico) Trudi Maree ( Afrique du Sud) Jolien Sysmans ( Belgique) Eszter Dara ( Hongrie) Hanna-Maria Seppälä ( Finlande) Zhu Qianwei ( Chine) Erika Ferraioli ( Italie) Miroslava Syllabová ( Slovaquie) Miroslava Najdanovski ( Serbie) Alia Atkinson ( Jamaïque) Rūta Meilutytė ( Lituanie) Chinyere Pigot ( Suriname) |
| Places pour l'universalité                 | 31                | Mariana Henriques ( Angola) Karen Clashing ( Antigua-et-Barbuda) Sara Al Flaij ( Bahreïn) Angelika Sita Ouédraogo ( Burkina Faso) Elsie Uwamahoro ( Burundi) Vitiny Hemthon ( Cambodge) Guedia Mouafo ( Cameroun) Yakoub Aboubakar ( République du Congo) Celeste Brown ( Îles Cook) Toure Assita ( Côte d'Ivoire) Yanet Seyoum ( Éthiopie) Talita Baqlah ( Jordanie) Fai Hussain ( Koweït) Gabriela Nikitina ( Lettonie) Masempe Theko ( Lesotho) Joyce Tafatatha ( Malawi) Aminath Shajan ( Maldives) Fatoumata Samassékou ( Mali) Nicola Muscat ( Malte) Ann-Marie Hepler ( Îles Marshall) Jessica Vieira ( Mozambique) Nafissatou Adamou ( Niger) Keesha Keane ( Palaos) Sabine Hazboun ( Palestine) Judith Meauri ( Papouasie-Nouvelle-Guinée) Nada Arkaji ( Qatar) Alphonsine Agahozo ( Rwanda) Mhasin El Nour Fadlalla ( Soudan) Katerina Izmaylova ( Tadjikistan) Adzo Rebecca Kpossi ( Togo) Jamila Lunkuse ( Ouganda) |
| Total                                      | 72                | |

#### 100 m nage libre femmes
| Norme de qualification                     | Nombre de nageuses | Nageuses qualifiées |
| ------------------------------------------ | ------------------ | --- |
| Temps de qualification olympique – 54 s 57 | 2                  | Melanie Schlanger ( Australie) Cate Campbell ( Australie) |
| Temps de qualification olympique – 54 s 57 | 2                  | Jeanette Ottesen Gray ( Danemark) Pernille Blume ( Danemark) |
| Temps de qualification olympique – 54 s 57 | 2                  | Britta Steffen ( Allemagne) Daniela Schreiber ( Allemagne) |
| Temps de qualification olympique – 54 s 57 | 2                  | Amy Smith ( Royaume-Uni) Francesca Halsall ( Royaume-Uni) |
| Temps de qualification olympique – 54 s 57 | 2                  | Femke Heemskerk ( Pays-Bas) Ranomi Kromowidjojo ( Pays-Bas) |
| Temps de qualification olympique – 54 s 57 | 2                  | Sarah Sjöström ( Suède) Therese Alshammar ( Suède) |
| Temps de qualification olympique – 54 s 57 | 2                  | Jessica Hardy ( États-Unis) Missy Franklin ( États-Unis) |
| Temps de qualification olympique – 54 s 57 | 1                  | Arianna Vanderpool-Wallace ( Bahamas) |
| Temps de qualification olympique – 54 s 57 | 1                  | Aliaksandra Herasimenia ( Biélorussie) |
| Temps de qualification olympique – 54 s 57 | 1                  | Tang Yi ( Chine) |
| Temps de qualification olympique – 54 s 57 | 1                  | Haruka Ueda ( Japon) |
| Temps de qualification olympique – 54 s 57 | 1                  | Veronika Popova ( Russie) |
| Temps de sélection olympique – 56 s 48     | 16                 | Julia Wilkinson ( Canada) Hannah Wilson ( Hong Kong) Charlotte Bonnet ( France) Hanna-Maria Seppälä ( Finlande) Nery Mantey Niangkouara ( Grèce) Burcu Dolonay ( Turquie) Darya Stepanyuk ( Ukraine) Katarzyna Wilk ( Pologne) Daynara de Paula ( Brésil) Nina Rangelova ( Bulgarie) Rūta Meilutytė ( Lituanie) Miroslava Najdanovski ( Serbie) Katarína Filová ( Slovaquie) Eszter Dara ( Hongrie) Liliana Ibañez ( Mexique) Nastja Govejšek ( Slovénie)                |
| Places pour l'universalité                 | 16                 | Megan Fonteno ( Samoa américaines) Karen Torrez ( Bolivie) Ayouba Ali Sihame ( Comores) Brittany van Lange ( Guyana) Estellah Fils Rabetsara ( Madagascar) Debra Daniel ( États fédérés de Micronésie) Shreya Dhital ( Népal) Karen Riveros ( Paraguay) Jasmine Alkhaldi ( Philippines) Clelia Tini ( Saint-Marin) Mareme Faye ( Sénégal) Mylene Ong ( Singapour) Reshika Udugampola ( Sri Lanka) Bayan Jumah ( Syrie) Magdalena Moshi ( Tanzanie) Jade Howard ( Zambie) |
| Total                                      | 51                 | |

#### 200 m nage libre femmes
| Norme de qualification                           | Nombre de nageuses | Nageuses qualifiées |
| ------------------------------------------------ | ------------------ | --- |
| Temps de qualification olympique – 1 min 58 s 33 | 2                  | Bronte Barratt ( Australie) Kylie Palmer ( Australie) |
| Temps de qualification olympique – 1 min 58 s 33 | 2                  | Song Wenyan ( Chine) Wang Shijia ( Chine) |
| Temps de qualification olympique – 1 min 58 s 33 | 2                  | Camille Muffat ( France) Ophélie-Cyrielle Étienne ( France) |
| Temps de qualification olympique – 1 min 58 s 33 | 2                  | Rebecca Turner ( Royaume-Uni) Caitlin McClatchley ( Royaume-Uni) |
| Temps de qualification olympique – 1 min 58 s 33 | 2                  | Zsuzsanna Jakabos ( Hongrie) Agnes Mutina ( Hongrie) |
| Temps de qualification olympique – 1 min 58 s 33 | 2                  | Allison Schmitt ( États-Unis) Missy Franklin ( États-Unis) |
| Temps de qualification olympique – 1 min 58 s 33 | 2                  | Barbara Jardin ( Canada) Samantha Cheverton ( Canada) |
| Temps de qualification olympique – 1 min 58 s 33 | 1                  | Melania Costa ( Espagne) |
| Temps de qualification olympique – 1 min 58 s 33 | 1                  | Silke Lippok ( Allemagne) |
| Temps de qualification olympique – 1 min 58 s 33 | 1                  | Federica Pellegrini ( Italie) |
| Temps de qualification olympique – 1 min 58 s 33 | 1                  | Hanae Ito ( Japon) |
| Temps de qualification olympique – 1 min 58 s 33 | 1                  | Femke Heemskerk ( Pays-Bas) |
| Temps de qualification olympique – 1 min 58 s 33 | 1                  | Lauren Boyle ( Nouvelle-Zélande) |
| Temps de qualification olympique – 1 min 58 s 33 | 1                  | Veronika Popova ( Russie) |
| Temps de qualification olympique – 1 min 58 s 33 | 1                  | Sara Isakovič ( Slovénie) |
| Temps de qualification olympique – 1 min 58 s 33 | 1                  | Sarah Sjöström ( Suède) |
| Temps de sélection olympique – 2 min 02 s 47     | 13                 | Karin Prinsloo ( Afrique du Sud) Nina Rangelova ( Bulgarie) Sze Hang Yu ( Hong Kong) Jördis Steinegger ( Autriche) Grainne Murphy ( Irlande) Camelia Potec ( Roumanie) Liliana Ibañez ( Mexique) Hanna-Maria Seppälä ( Finlande) Anna Stylianou ( Chypre) Katarína Filová ( Slovaquie) Baek Il-Jung ( Corée du Sud) Danielle Villars ( Suisse) Natthanan Junkrajang ( Thaïlande) |
| Places pour l'universalité                       | 2                  | Heather Arseth ( Maurice) Aure Fanchette ( Seychelles) |
| Total                                            | 38                 | |

#### 400 m nage libre femmes
| Norme de qualification                           | Nombre de nageuses | Nageuses qualifiées |
| ------------------------------------------------ | ------------------ | --- |
| Temps de qualification olympique – 4 min 09 s 35 | 2                  | Kylie Palmer ( Australie) Bronte Barratt ( Australie) |
| Temps de qualification olympique – 4 min 09 s 35 | 2                  | Brittany MacLean ( Canada) Savannah King ( Canada) |
| Temps de qualification olympique – 4 min 09 s 35 | 2                  | Li Xuanxu ( Chine) Shao Yiwen ( Chine) |
| Temps de qualification olympique – 4 min 09 s 35 | 2                  | Camille Muffat ( France) Coralie Balmy ( France) |
| Temps de qualification olympique – 4 min 09 s 35 | 2                  | Joanne Jackson ( Royaume-Uni) Rebecca Adlington ( Royaume-Uni) |
| Temps de qualification olympique – 4 min 09 s 35 | 2                  | Boglárka Kapás ( Hongrie) Éva Risztov ( Hongrie) |
| Temps de qualification olympique – 4 min 09 s 35 | 2                  | Mireia Belmonte García ( Espagne) Melania Costa ( Espagne) |
| Temps de qualification olympique – 4 min 09 s 35 | 2                  | Allison Schmitt ( États-Unis) Chloe Sutton ( États-Unis) |
| Temps de qualification olympique – 4 min 09 s 35 | 1                  | Lotte Friis ( Danemark) |
| Temps de qualification olympique – 4 min 09 s 35 | 1                  | Federica Pellegrini ( Italie) |
| Temps de qualification olympique – 4 min 09 s 35 | 1                  | Lauren Boyle ( Nouvelle-Zélande) |
| Temps de qualification olympique – 4 min 09 s 35 | 1                  | Camelia Potec ( Roumanie) |
| Temps de qualification olympique – 4 min 09 s 35 | 1                  | Andreína Pinto ( Venezuela) |
| Temps de sélection olympique – 4 min 18 s 07     | 13                 | Yelena Sokolova ( Russie) Grainne Murphy ( Irlande) Wendy Trott ( Afrique du Sud) Aya Takano ( Japon) Kristel Kobrich ( Chili) Nina Rangelova ( Bulgarie) Susana Escobar ( Mexique) Julia Hassler ( Liechtenstein) Kim Ga-Eul ( Corée du Sud) Lynette Lim ( Singapour) Natthanan Junkrajang ( Thaïlande) Mojca Sagmeister ( Slovénie) Sara El Bekri ( Maroc) |
| Places pour l'universalité                       | 2                  | Andrea Cedron ( Pérou) Jennet Saryyeva ( Turkménistan) |
| Total                                            | 36                 | |

#### 800 m nage libre femmes
| Norme de qualification                           | Nombre de nageuses | Nageuses qualifiées |
| ------------------------------------------------ | ------------------ | --- |
| Temps de qualification olympique – 8 min 33 s 84 | 2                  | Kylie Palmer ( Australie) Jessica Ashwood ( Australie) |
| Temps de qualification olympique – 8 min 33 s 84 | 2                  | Savannah King ( Canada) Alexa Komornarnycky ( Canada) |
| Temps de qualification olympique – 8 min 33 s 84 | 2                  | Shao Yiwen ( Chine) Xin Xin ( Chine) |
| Temps de qualification olympique – 8 min 33 s 84 | 2                  | Rebecca Adlington ( Royaume-Uni) Eleanor Faulkner ( Royaume-Uni) |
| Temps de qualification olympique – 8 min 33 s 84 | 2                  | Boglárka Kapás ( Hongrie) Éva Risztov ( Hongrie) |
| Temps de qualification olympique – 8 min 33 s 84 | 2                  | Mireia Belmonte García ( Espagne) Erika Villaécija García ( Espagne) |
| Temps de qualification olympique – 8 min 33 s 84 | 2                  | Kathleen Ledecky ( États-Unis) Kate Ziegler ( États-Unis) |
| Temps de qualification olympique – 8 min 33 s 84 | 1                  | Cecilia Biagioli ( Argentine) |
| Temps de qualification olympique – 8 min 33 s 84 | 1                  | Kristel Kobrich ( Chili) |
| Temps de qualification olympique – 8 min 33 s 84 | 1                  | Lotte Friis ( Danemark) |
| Temps de qualification olympique – 8 min 33 s 84 | 1                  | Coralie Balmy ( France) |
| Temps de qualification olympique – 8 min 33 s 84 | 1                  | Gráinne Murphy ( Irlande) |
| Temps de qualification olympique – 8 min 33 s 84 | 1                  | Lauren Boyle ( Nouvelle-Zélande) |
| Temps de qualification olympique – 8 min 33 s 84 | 1                  | Camelia Potec ( Roumanie) |
| Temps de qualification olympique – 8 min 33 s 84 | 1                  | Wendy Trott ( Afrique du Sud) |
| Temps de qualification olympique – 8 min 33 s 84 | 1                  | Andreína Pinto ( Venezuela) |
| Temps de sélection olympique – 8 min 51 s 82     | 11                 | Yelena Sokolova ( Russie) Julia Hassler ( Liechtenstein) Tjasa Oder ( Slovénie) Nina Dittrich ( Autriche) Patricia Castañeda (en) ( Mexique) Katya Bachrouche ( Liban) Sara El Bekri ( Maroc) Khoo Cai Lin ( Malaisie) Lynette Lim ( Singapour) Han Na-Kyeong ( Corée du Sud) Samantha Arevalo Salinas ( Équateur) Natthanan Junkrajang ( Thaïlande) |
| Places pour l'universalité                       | 3                  | Daniella van den Berg ( Aruba) Alexia Benitez Quijada ( Salvador) Simona Marinova ( Macédoine du Nord) |
| Total                                            | 38                 | |

#### 100 m dos femmes
| Norme de qualification                           | Nombre de nageuses | Nageuses qualifiées |
| ------------------------------------------------ | ------------------ | --- |
| Temps de qualification olympique – 1 min 00 s 82 | 2                  | Emily Seebohm ( Australie) Belinda Hocking ( Australie) |
| Temps de qualification olympique – 1 min 00 s 82 | 2                  | Julia Wilkinson ( Canada) Sinead Russell ( Canada) |
| Temps de qualification olympique – 1 min 00 s 82 | 2                  | Fu Yuanhui ( Chine) Zhao Jing ( Chine) |
| Temps de qualification olympique – 1 min 00 s 82 | 2                  | Laure Manaudou ( France) Alexianne Castel ( France) |
| Temps de qualification olympique – 1 min 00 s 82 | 2                  | Gemma Spofforth ( Royaume-Uni) Georgia Davies ( Royaume-Uni) |
| Temps de qualification olympique – 1 min 00 s 82 | 2                  | Elena Gemo ( Italie) Arianna Barbieri ( Italie) |
| Temps de qualification olympique – 1 min 00 s 82 | 2                  | Missy Franklin ( États-Unis) Rachel Bootsma ( États-Unis) |
| Temps de qualification olympique – 1 min 00 s 82 | 1                  | Fabíola Molina ( Brésil) |
| Temps de qualification olympique – 1 min 00 s 82 | 1                  | Simona Baumrtova ( Tchéquie) |
| Temps de qualification olympique – 1 min 00 s 82 | 1                  | Mie Østergaard Nielsen ( Danemark) |
| Temps de qualification olympique – 1 min 00 s 82 | 1                  | Jenny Mensing ( Allemagne) |
| Temps de qualification olympique – 1 min 00 s 82 | 1                  | Aya Terakawa ( Japon) |
| Temps de qualification olympique – 1 min 00 s 82 | 1                  | Sharon van Rouwendaal ( Pays-Bas) |
| Temps de qualification olympique – 1 min 00 s 82 | 1                  | Anastasia Zueva ( Russie) |
| Temps de qualification olympique – 1 min 00 s 82 | 1                  | Duane Da Rocha ( Espagne) |
| Temps de qualification olympique – 1 min 00 s 82 | 1                  | Daryna Zevina ( Ukraine) |
| Temps de qualification olympique – 1 min 00 s 82 | 1                  | Kirsty Coventry ( Zimbabwe) |
| Temps de sélection olympique – 1 min 02 s 95     | 16                 | Fernanda González ( Mexique) Alicja Tchórz ( Pologne) Au Hoishun Stephanie ( Hong Kong) Ekaterina Avramova ( Bulgarie) Carolina Colorado ( Colombie) Melissa Ingram ( Nouvelle-Zélande) Therese Svendsen ( Suède) Kimberly Buys ( Belgique) Melanie Nocher ( Irlande) Sanja Jovanović ( Croatie) Eyglo Osk Gustafsdottir ( Islande) Eszter Povázsay ( Hongrie) Hazal Sarıkaya ( Turquie) Yekaterina Rudenko ( Kazakhstan) Anja Čarman ( Slovénie) Tao Li ( Singapour) |
| Places pour l'universalité                       | 5                  | Monica Ramirez ( Andorre) Anahit Barseghyan ( Arménie) Karen Vilorio ( Honduras) Angelique Trinquier ( Monaco) Ines Remersaro ( Uruguay) |
| Total                                            | 45                 | |

#### 200 m dos femmes
| Norme de qualification                           | Nombre de nageuses | Nageuses qualifiées |
| ------------------------------------------------ | ------------------ | --- |
| Temps de qualification olympique – 2 min 10 s 84 | 2                  | Belinda Hocking ( Australie) Meagen Nay ( Australie) |
| Temps de qualification olympique – 2 min 10 s 84 | 2                  | Sinead Russell ( Canada) Hilary Caldwell ( Canada) |
| Temps de qualification olympique – 2 min 10 s 84 | 2                  | Bai Anqi ( Chine) Yao Yige ( Chine) |
| Temps de qualification olympique – 2 min 10 s 84 | 2                  | Laure Manaudou ( France) Alexianne Castel ( France) |
| Temps de qualification olympique – 2 min 10 s 84 | 2                  | Elizabeth Simmonds ( Royaume-Uni) Stephanie Proud ( Royaume-Uni) |
| Temps de qualification olympique – 2 min 10 s 84 | 2                  | Missy Franklin ( États-Unis) Elizabeth Beisel ( États-Unis) |
| Temps de qualification olympique – 2 min 10 s 84 | 1                  | Ekaterina Avramova ( Bulgarie) |
| Temps de qualification olympique – 2 min 10 s 84 | 1                  | Simona Baumrtova ( Tchéquie) |
| Temps de qualification olympique – 2 min 10 s 84 | 1                  | Jenny Mensing ( Allemagne) |
| Temps de qualification olympique – 2 min 10 s 84 | 1                  | Eyglo Osk Gustafsdottir ( Islande) |
| Temps de qualification olympique – 2 min 10 s 84 | 1                  | Melanie Nocher ( Irlande) |
| Temps de qualification olympique – 2 min 10 s 84 | 1                  | Alessia Filippi ( Italie) |
| Temps de qualification olympique – 2 min 10 s 84 | 1                  | Miyu Otsuka ( Japon) |
| Temps de qualification olympique – 2 min 10 s 84 | 1                  | Fernanda González ( Mexique) |
| Temps de qualification olympique – 2 min 10 s 84 | 1                  | Sharon van Rouwendaal ( Pays-Bas) |
| Temps de qualification olympique – 2 min 10 s 84 | 1                  | Melissa Ingram ( Nouvelle-Zélande) |
| Temps de qualification olympique – 2 min 10 s 84 | 1                  | Alicja Tchórz ( Pologne) |
| Temps de qualification olympique – 2 min 10 s 84 | 1                  | Anastasia Zueva ( Russie) |
| Temps de qualification olympique – 2 min 10 s 84 | 1                  | Karin Prinsloo ( Afrique du Sud) |
| Temps de qualification olympique – 2 min 10 s 84 | 1                  | Duane Da Rocha ( Espagne) |
| Temps de qualification olympique – 2 min 10 s 84 | 1                  | Daryna Zevina ( Ukraine) |
| Temps de qualification olympique – 2 min 10 s 84 | 1                  | Kirsty Coventry ( Zimbabwe) |
| Temps de sélection olympique – 2 min 15 s 42     | 10                 | Mie Østergaard Nielsen ( Danemark) Anja Čarman ( Slovénie) Kim Daniela Pavlin ( Croatie) Au Hoishun Stephanie ( Hong Kong) Therese Svendsen ( Suède) Nguyen Thi Anh Vien ( Viêt Nam) Yulduz Kuchkarova ( Ouzbékistan) Dorina Szekeres ( Hongrie) Carolina Colorado ( Colombie) Ham Chan-Mi ( Corée du Sud) |
| Total                                            | 38                 | |

#### 100 m brasse femmes
| Norme de qualification                           | Nombre de nageuses | Nageuses qualifiées |
| ------------------------------------------------ | ------------------ | --- |
| Temps de qualification olympique – 1 min 08 s 49 | 2                  | Leiston Pickett ( Australie) Leisel Jones ( Australie) |
| Temps de qualification olympique – 1 min 08 s 49 | 2                  | Jillian Tyler ( Canada) Tera van Beilen ( Canada) |
| Temps de qualification olympique – 1 min 08 s 49 | 2                  | Liu Xiaoyu ( Chine) Zhao Jin ( Chine) |
| Temps de qualification olympique – 1 min 08 s 49 | 2                  | Kate Haywood ( Royaume-Uni) Siobhan-Marie O'Connor ( Royaume-Uni) |
| Temps de qualification olympique – 1 min 08 s 49 | 2                  | Sarah Poewe ( Allemagne) Caroline Ruhnau ( Allemagne) |
| Temps de qualification olympique – 1 min 08 s 49 | 2                  | Satomi Suzuki ( Japon) Mina Matsushima ( Japon) |
| Temps de qualification olympique – 1 min 08 s 49 | 2                  | Yuliya Efimova ( Russie) Daria Deeva ( Russie) |
| Temps de qualification olympique – 1 min 08 s 49 | 2                  | Concepción Badillo ( Espagne) Marina García ( Espagne) |
| Temps de qualification olympique – 1 min 08 s 49 | 2                  | Jennie Johansson ( Suède) Joline Höstman ( Suède) |
| Temps de qualification olympique – 1 min 08 s 49 | 2                  | Breeja Larson ( États-Unis) Rebecca Soni ( États-Unis) |
| Temps de qualification olympique – 1 min 08 s 49 | 1                  | Petra Chocova ( Tchéquie) |
| Temps de qualification olympique – 1 min 08 s 49 | 1                  | Rikke Møller Pedersen ( Danemark) |
| Temps de qualification olympique – 1 min 08 s 49 | 1                  | Sycerika McMahon ( Irlande) |
| Temps de qualification olympique – 1 min 08 s 49 | 1                  | Michela Guzzetti ( Italie) |
| Temps de qualification olympique – 1 min 08 s 49 | 1                  | Alia Atkinson ( Jamaïque) |
| Temps de qualification olympique – 1 min 08 s 49 | 1                  | Rūta Meilutytė ( Lituanie) |
| Temps de qualification olympique – 1 min 08 s 49 | 1                  | Sara El Bekri ( Maroc) |
| Temps de qualification olympique – 1 min 08 s 49 | 1                  | Moniek Nijhuis ( Pays-Bas) |
| Temps de sélection olympique – 1 min 10 s 89     | 13                 | Suzaan van Biljon ( Afrique du Sud) Kim Hye-Jin ( Corée du Sud) Dilara Buse Günaydın ( Turquie) Tjasa Vosel ( Slovénie) Mariya Liver ( Ukraine) Anna Sztankovics ( Hongrie) Jenna Laukkanen ( Finlande) Ana Rodrigues (en) ( Portugal) Fanny Lecluyse ( Belgique) Fanny Babou ( France) Hrafnhildur Luthersdottir ( Islande) Chen I-Chuan ( Taipei chinois)} Danielle Beaubrun ( Sainte-Lucie) |
| Places pour l'universalité                       | 6                  | Oksana Hatamkhanova ( Azerbaïdjan) Ivana Ninkovic ( Bosnie-Herzégovine) Matelita Buadromo ( Fidji) Dede Camara ( Guinée) Pilar Shimizu ( Guam) Oyungerel Gantumur ( Mongolie) |
| Total                                            | 47                 | |

#### 200 m brasse femmes
| Norme de qualification                           | Nombre de nageuses | Nageuses qualifiées |
| ------------------------------------------------ | ------------------ | --- |
| Temps de qualification olympique – 2 min 26 s 89 | 2                  | Tessa Wallace ( Australie) Sally Foster ( Australie) |
| Temps de qualification olympique – 2 min 26 s 89 | 2                  | Martha McCabe ( Canada) Tera van Beilen ( Canada) |
| Temps de qualification olympique – 2 min 26 s 89 | 2                  | Ji Liping ( Chine) Sun Ye ( Chine) |
| Temps de qualification olympique – 2 min 26 s 89 | 2                  | Satomi Suzuki ( Japon) Kanako Watanabe ( Japon) |
| Temps de qualification olympique – 2 min 26 s 89 | 2                  | Jong Da-Rae ( Corée du Sud) Back Su-Yeon ( Corée du Sud) |
| Temps de qualification olympique – 2 min 26 s 89 | 2                  | Yuliya Efimova ( Russie) Anastasia Chaun ( Russie) |
| Temps de qualification olympique – 2 min 26 s 89 | 2                  | Rebecca Soni ( États-Unis) Micah Lawrence ( États-Unis) |
| Temps de qualification olympique – 2 min 26 s 89 | 1                  | Fanny Lecluyse ( Belgique) |
| Temps de qualification olympique – 2 min 26 s 89 | 1                  | Rikke Møller Pedersen ( Danemark) |
| Temps de qualification olympique – 2 min 26 s 89 | 1                  | Stacey Tadd ( Royaume-Uni) |
| Temps de qualification olympique – 2 min 26 s 89 | 1                  | Chiara Boggiatto ( Italie) |
| Temps de qualification olympique – 2 min 26 s 89 | 1                  | Sara El Bekri ( Maroc) |
| Temps de qualification olympique – 2 min 26 s 89 | 1                  | Nadja Higl ( Serbie) |
| Temps de qualification olympique – 2 min 26 s 89 | 1                  | Suzaan van Biljon ( Afrique du Sud) |
| Temps de qualification olympique – 2 min 26 s 89 | 1                  | Marina García ( Espagne) |
| Temps de qualification olympique – 2 min 26 s 89 | 1                  | Joline Höstman ( Suède) |
| Temps de sélection olympique – 2 min 32 s 03     | 10                 | Sara Nordenstam ( Norvège) Hrafnhildur Luthersdottir ( Islande) Ganna Dzerkal ( Ukraine) Tanja Smid ( Slovénie) Dilara Buse Günaydın ( Turquie) Martina Moravciková ( Tchéquie) Jenna Laukkanen ( Finlande) Sarra Lajnef ( Tunisie) Anna Sztankovics ( Hongrie) Alia Atkinson ( Jamaïque) |
| Places pour l'universalité                       | 1                  | Daria Talanova ( Kirghizistan) |
| Total                                            | 34                 | |

#### 100 m papillon femmes
| Norme de qualification                       | Nombre de nageurs | Nageuses qualifiées |
| -------------------------------------------- | ----------------- | --- |
| Temps de qualification olympique – 58 s 70   | 2                 | Alicia Coutts ( Australie) Jessicah Schipper ( Australie) |
| Temps de qualification olympique – 58 s 70   | 2                 | Jiao Liuyang ( Chine) Lu Ying ( Chine) |
| Temps de qualification olympique – 58 s 70   | 2                 | Ellen Gandy ( Royaume-Uni) Francesca Halsall ( Royaume-Uni) |
| Temps de qualification olympique – 58 s 70   | 2                 | Natsumi Hoshi ( Japon) Yuka Kato ( Japon) |
| Temps de qualification olympique – 58 s 70   | 2                 | Sarah Sjöström ( Suède) Martina Granström ( Suède) |
| Temps de qualification olympique – 58 s 70   | 2                 | Dana Vollmer ( États-Unis) Claire Donahue ( États-Unis) |
| Temps de qualification olympique – 58 s 70   | 1                 | Aliaksandra Herasimenia ( Biélorussie) |
| Temps de qualification olympique – 58 s 70   | 1                 | Kimberly Buys ( Belgique) |
| Temps de qualification olympique – 58 s 70   | 1                 | Daynara de Paula ( Brésil) |
| Temps de qualification olympique – 58 s 70   | 1                 | Katerine Savard ( Canada) |
| Temps de qualification olympique – 58 s 70   | 1                 | Jeanette Ottesen Gray ( Danemark) |
| Temps de qualification olympique – 58 s 70   | 1                 | Alexandra Wenk ( Allemagne) |
| Temps de qualification olympique – 58 s 70   | 1                 | Kristel Vourna ( Grèce) |
| Temps de qualification olympique – 58 s 70   | 1                 | Amit Ivri ( Israël) |
| Temps de qualification olympique – 58 s 70   | 1                 | Ilaria Bianchi ( Italie) |
| Temps de qualification olympique – 58 s 70   | 1                 | Inge Dekker ( Pays-Bas) |
| Temps de qualification olympique – 58 s 70   | 1                 | Ingvild Snildal ( Norvège) |
| Temps de sélection olympique – 1 min 00 s 75 | 15                | Tao Li ( Singapour) Birgit Koschischek ( Autriche) Otylia Jędrzejczak ( Pologne) Irina Bespalova ( Russie) Emilia Pikkarainen ( Finlande) Liliana Szilagyi ( Hongrie) Denisa Smolenová ( Slovaquie) Hannah Wilson ( Hong Kong) Sara Oliveira ( Portugal) Judit Ignacio ( Espagne) Justine Bruno ( France) Danielle Villars ( Suisse) Triin Aljand ( Estonie) Sarah Bateman ( Islande) Sara Isakovič ( Slovénie) |
| Places pour l'universalité                   | 4                 | Noel Borshi ( Albanie) Marie Laura Meza ( Costa Rica) Dorian McMenemy ( République dominicaine) Dalia Torrez ( Nicaragua) |
| Total                                        | 42                | |

#### 200 m papillon femmes
| Norme de qualification                           | Nombre de nageuses | Nageuses qualifiées |
| ------------------------------------------------ | ------------------ | --- |
| Temps de qualification olympique – 2 min 08 s 95 | 2                  | Jessicah Schipper ( Australie) Samantha Hamill ( Australie) |
| Temps de qualification olympique – 2 min 08 s 95 | 2                  | Audrey Lacroix ( Canada) Katerine Savard ( Canada) |
| Temps de qualification olympique – 2 min 08 s 95 | 2                  | Jiao Liuyang ( Chine) Liu Zige ( Chine) |
| Temps de qualification olympique – 2 min 08 s 95 | 2                  | Ellen Gandy ( Royaume-Uni) Jemma Lowe ( Royaume-Uni) |
| Temps de qualification olympique – 2 min 08 s 95 | 2                  | Mireia Belmonte García ( Espagne) Judit Ignacio ( Espagne) |
| Temps de qualification olympique – 2 min 08 s 95 | 2                  | Cammile Adams ( États-Unis) Kathleen Hersey ( États-Unis) |
| Temps de qualification olympique – 2 min 08 s 95 | 2                  | Zsuzsanna Jakabos ( Hongrie) Katinka Hosszú ( Hongrie) |
| Temps de qualification olympique – 2 min 08 s 95 | 1                  | Natsumi Hoshi ( Japon) |
| Temps de qualification olympique – 2 min 08 s 95 | 1                  | Choi Hye-Ra ( Corée du Sud) |
| Temps de qualification olympique – 2 min 08 s 95 | 1                  | Otylia Jędrzejczak ( Pologne) |
| Temps de qualification olympique – 2 min 08 s 95 | 1                  | Martina Granström ( Suède) |
| Temps de sélection olympique – 2 min 13 s 46     | 9                  | Anja Klinar ( Slovénie) Joanna Maranhão ( Brésil) Martina Van Berkel ( Suisse) Rita Medrano ( Mexique) Denisa Smolenová ( Slovaquie) Emilia Pikkarainen ( Finlande) Sara Oliveira ( Portugal) Ingvild Snildal ( Norvège) Cheng Wan-Jung ( Taipei chinois) |
| Total                                            | 27                 | |

#### 200 m 4 nages femmes
| Norme de qualification                           | Nombre de nageuses | Nageuses qualifiées |
| ------------------------------------------------ | ------------------ | --- |
| Temps de qualification olympique – 2 min 13 s 36 | 2                  | Stephanie Rice ( Australie) Alicia Coutts ( Australie) |
| Temps de qualification olympique – 2 min 13 s 36 | 2                  | Li Jiaxing ( Chine) Ye Shiwen ( Chine) |
| Temps de qualification olympique – 2 min 13 s 36 | 2                  | Hannah Miley ( Royaume-Uni) Sophie Allen ( Royaume-Uni) |
| Temps de qualification olympique – 2 min 13 s 36 | 2                  | Katinka Hosszú ( Hongrie) Evelyn Verrasztó ( Hongrie) |
| Temps de qualification olympique – 2 min 13 s 36 | 2                  | Mireia Belmonte García ( Espagne) Beatriz Gómez ( Espagne) |
| Temps de qualification olympique – 2 min 13 s 36 | 2                  | Caitlin Leverenz ( États-Unis) Ariana Kukors ( États-Unis) |
| Temps de qualification olympique – 2 min 13 s 36 | 1                  | Erica Morningstar ( Canada) |
| Temps de qualification olympique – 2 min 13 s 36 | 1                  | Theresa Michalak ( Allemagne) |
| Temps de qualification olympique – 2 min 13 s 36 | 1                  | Izumi Kato ( Japon) |
| Temps de qualification olympique – 2 min 13 s 36 | 1                  | Choi Hye-Ra ( Corée du Sud) |
| Temps de qualification olympique – 2 min 13 s 36 | 1                  | Natalie Wiegersma ( Nouvelle-Zélande) |
| Temps de qualification olympique – 2 min 13 s 36 | 1                  | Kathryn Meaklim ( Afrique du Sud) |
| Temps de qualification olympique – 2 min 13 s 36 | 1                  | Stina Gardell ( Suède) |
| Temps de qualification olympique – 2 min 13 s 36 | 1                  | Kirsty Coventry ( Zimbabwe) |
| Temps de sélection olympique – 2 min 18 s 03     | 17                 | Amit Ivry ( Israël) Yekaterina Andreeva ( Russie) Joanna Maranhão ( Brésil) Lisa Zaiser ( Autriche) Ganna Dzerkal ( Ukraine) Ranohon Amanova ( Ouzbékistan) Eyglo Osk Gustafsdottir ( Islande) Anja Klinar ( Slovénie) Erica Dittmer ( Mexique) Sycerika McMahon ( Irlande) Simona Baumrtova ( Tchéquie) Kim Daniela Pavlin ( Croatie) Katarina Listopadova ( Slovaquie) Emilia Pikkarainen ( Finlande) Ingvild Snildal ( Norvège) Sara El Bekri ( Maroc) Cheng Wan-Jung ( Taipei chinois) |
| Total                                            | 37                 | |

#### 400 m 4 nages femmes
| Norme de qualification                           | Nombre de nageuses | Nageuses qualifiées |
| ------------------------------------------------ | ------------------ | --- |
| Temps de qualification olympique – 4 min 41 s 75 | 2                  | Stephanie Rice ( Australie) Blair Evans ( Australie) |
| Temps de qualification olympique – 4 min 41 s 75 | 2                  | Li Xuanxu ( Chine) Ye Shiwen ( Chine) |
| Temps de qualification olympique – 4 min 41 s 75 | 2                  | Aimee Willmott ( Royaume-Uni) Hannah Miley ( Royaume-Uni) |
| Temps de qualification olympique – 4 min 41 s 75 | 2                  | Katinka Hosszú ( Hongrie) Zsuzsanna Jakabos ( Hongrie) |
| Temps de qualification olympique – 4 min 41 s 75 | 2                  | Miyu Otsuka ( Japon) Miho Takahashi ( Japon) |
| Temps de qualification olympique – 4 min 41 s 75 | 2                  | Mireia Belmonte García ( Espagne) Claudia Dasca ( Espagne) |
| Temps de qualification olympique – 4 min 41 s 75 | 2                  | Elizabeth Beisel ( États-Unis) Caitlin Leverenz ( États-Unis) |
| Temps de qualification olympique – 4 min 41 s 75 | 1                  | Jördis Steinegger ( Autriche) |
| Temps de qualification olympique – 4 min 41 s 75 | 1                  | Joanna Maranhão ( Brésil) |
| Temps de qualification olympique – 4 min 41 s 75 | 1                  | Barbora Zavadova ( Tchéquie) |
| Temps de qualification olympique – 4 min 41 s 75 | 1                  | Lara Grangeon ( France) |
| Temps de qualification olympique – 4 min 41 s 75 | 1                  | Stefania Pirozzi ( Italie) |
| Temps de qualification olympique – 4 min 41 s 75 | 1                  | Natalie Wiegersma ( Nouvelle-Zélande) |
| Temps de qualification olympique – 4 min 41 s 75 | 1                  | Yana Martynova ( Russie) |
| Temps de qualification olympique – 4 min 41 s 75 | 1                  | Anja Klinar ( Slovénie) |
| Temps de qualification olympique – 4 min 41 s 75 | 1                  | Kathryn Meaklim ( Afrique du Sud) |
| Temps de qualification olympique – 4 min 41 s 75 | 1                  | Stina Gardell ( Suède) |
| Temps de sélection olympique – 4 min 51 s 75     | 11                 | Stephanie Horner ( Canada) Grainne Murphy ( Irlande) Sara Nordenstam ( Norvège) Kim Seo-yeong ( Corée du Sud) Georgina Bardach ( Argentine) Sara El Bekri ( Maroc) Ganna Dzerkal ( Ukraine) Karolina Szczepaniak ( Pologne) Susana Escobar ( Mexique) Noora Laukkanen ( Finlande) Nguyen Thi Anh Vien ( Viêt Nam) |
| Places pour l'universalité                       | 1                  | Anum Bandey ( Pakistan) |
| Total                                            | 36                 | |

* à confirmer par le CNO concerné

## Relais[9]

### Relais 4 × 100 m nage libre hommes
| Épreuve de qualification          | Nombre d'équipes | Équipes qualifiées                                                                                       |
| --------------------------------- | ---------------- | --- |
| Championnats du monde 2011        | 11               | Australie France États-Unis Italie Russie Afrique du Sud Allemagne Royaume-Uni Brésil Japon Canada Chine |
| Meilleurs temps des non-qualifiés | 5                | Belgique Hongrie Serbie Venezuela Portugal                                                               |
| TOTAL                             | 16               | |

### Relais 4 × 200 m nage libre hommes
| Épreuve de qualification          | Nombre d'équipes | Équipes qualifiées                                                                                         |
| --------------------------------- | ---------------- | --- |
| Championnats du monde 2011        | 12               | États-Unis Japon France Australie Italie Chine Royaume-Uni Allemagne Autriche Canada Russie Afrique du Sud |
| Meilleurs temps des non qualifiés | 4                | Hongrie Nouvelle-Zélande Danemark Belgique                                                                 |
| TOTAL                             | 16               | |

### Relais 4 × 100 m 4 nages hommes
| Épreuve de qualification          | Nombre d'équipes | Équipes qualifiées                                                                                           |
| --------------------------------- | ---------------- | --- |
| Championnats du monde 2011        | 12               | États-Unis Allemagne Pays-Bas Japon Australie Canada Pologne Royaume-Uni France Afrique du Sud Italie Russie |
| Meilleurs temps des non-qualifiés | 4                | Hongrie Nouvelle-Zélande Brésil Chine                                                                        |
| TOTAL                             | 16               | |

### Relais 4 × 100 m nage libre femmes
| Épreuve de qualification          | Nombre d'équipes | Équipes qualifiées                                                                                       |
| --------------------------------- | ---------------- | --- |
| Championnats du monde 2011        | 12               | Pays-Bas États-Unis Allemagne Chine Australie Canada Japon Danemark Royaume-Uni Suède Russie Biélorussie |
| Meilleurs temps des non-qualifiés | 4                | Italie Nouvelle-Zélande Hongrie Grèce                                                                    |
| TOTAL                             | 16               | |

### Relais 4 × 200 m nage libre femmes
| Épreuve de qualification          | Nombre d'équipes | Équipes qualifiées                                                                                          |
| --------------------------------- | ---------------- | --- |
| Championnats du monde 2011        | 12               | États-Unis Australie Chine France Hongrie Royaume-Uni Canada Nouvelle-Zélande Japon Russie Allemagne Italie |
| Meilleurs temps des non-qualifiés | 4                | Slovénie Espagne Pologne Ukraine                                                                            |
| TOTAL                             | 16               | |

### Relais 4 × 100 m 4 nages femmes
| Épreuve de qualification          | Nombre d'équipes | Équipes qualifiées                                                                                |
| --------------------------------- | ---------------- | ------------------------------------------------------------------------------------------------- |
| Championnats du monde 2011        | 12               | États-Unis Russie Chine Australie Royaume-Uni Japon Danemark Suède Pays-Bas Espagne France Italie |
| Meilleurs temps des non-qualifiés | 4                | Allemagne Canada Islande Hongrie                                                                  |
| TOTAL                             | 16               |                                                                                                   |

## Épreuves en eau libre

### 10 km hommes
| Épreuve de qualification                                                 | Nageurs qualifiés |
| ------------------------------------------------------------------------ | --- |
| Pays hôte*                                                               | Daniel Fogg ( Royaume-Uni) |
| Championnats du monde 2011,                                              | Spyridon Gianniotis ( Grèce) Thomas Lurz ( Allemagne) Sergueï Bolchakov ( Russie) Alex Meyer ( États-Unis) Ky Hurst ( Australie) Francisco Jose Hervas Jodar ( Espagne) Brian Ryckeman ( Belgique) Julien Sauvage ( France) Vladimir Dyatchin ( Russie) Andreas Waschburger ( Allemagne) |
| Épreuve qualificative FINA de Marathon de Natation 2012 (9–10 juin 2012) | Oussama Mellouli ( Tunisie) Richard Weinberger ( Canada) Petar Stoychev ( Bulgarie) Valerio Cleri ( Italie) Troyden Prinsloo ( Afrique du Sud) Yasunari Hirai ( Japon) Igor Chervynskiy ( Ukraine) Ivan Enderica Ochoa ( Équateur) Arseniy Lavrentyev ( Portugal)                        |
| Qualifiés continentaux                                                   | Yuriy Kudinov ( Kazakhstan) Erwin Maldonado ( Venezuela) Csaba Gercsak ( Hongrie) Benjamin Schulte ( Guam) Mazen Aziz ( Égypte) |

### 10 km femmes
| Épreuve de qualification                                                 | Nageuses qualifiées |
| ------------------------------------------------------------------------ | --- |
| Championnats du monde 2011,                                              | Keri-Anne Payne ( Royaume-Uni) Martina Grimaldi ( Italie) Marianna Lymperta ( Grèce) Melissa Gorman ( Australie) Cecilia Biagioli ( Argentine) Poliana Okimoto ( Brésil) Jana Pechanová ( Tchéquie) Angela Maurer ( Allemagne) Swann Oberson ( Suisse) Erika Villaécija ( Espagne) |
| Épreuve qualificative FINA de Marathon de Natation 2012 (9–10 juin 2012) | Haley Anderson ( États-Unis) Eva Risztov ( Hongrie) Fang Yanqiao ( Chine) Zsofia Balazs ( Canada) Ophélie Aspord ( France) Natalia Charlos ( Pologne) Anna Guseva ( Russie) Karla Sitic ( Croatie) Terri Tang ( Hong Kong) Yumi Kida ( Japon) Lizeth Rueda ( Mexique)              |
| Qualifiés continentaux                                                   | Olga Beresnyeva ( Ukraine) Yanel Pinto ( Venezuela) Heidi Gan ( Malaisie) Jessica Roux ( Afrique du Sud) |

- * S'il ne s'est pas qualifié par les autres modes de qualification. Si la Grande-Bretagne est déjà qualifié, le quota a été ajouté à l'épreuve qualificative FINA de Marathon de Natation 2012.